# بیرینجی یددی اویماق
بیرینجی یددی اویماق (به لاتین: Birinci Yeddioymaq) یک منطقه مسکونی در جمهوری آذربایجان است که در شهرستان ماساللی واقع شده‌است. بیرینجی یددی اویماق ۱۷۳۶ نفر جمعیت دارد.